# هائوته ماتسیاترا
هائوته ماتسیاترا (Haute Matsiatra) یکی از ۲۲ منطقه کشور ماداگاسکار است.

## ناحیه ها
منطقه هائوته ماتسیاترا از ۵ ناحیه تشکیل شده است:

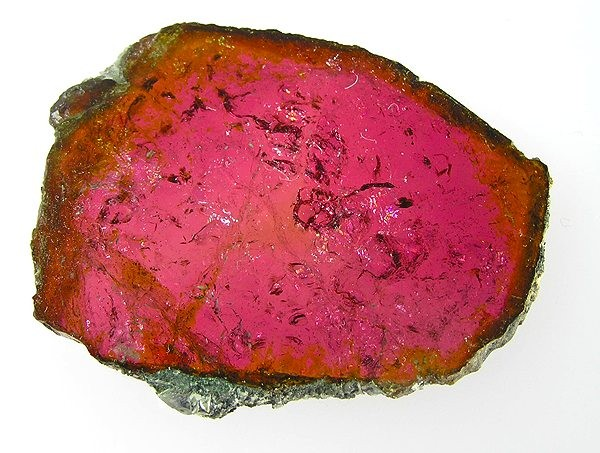
لیدیکواتایت، یک نوع تورمالین که از ناحیه آمبوهیماهاسوا به دست می آید.

- آمبالاوائو (Ambalavao)
- آمبوهیماهاسوا (Ambohimahasoa)
- فیانارانتسوآ ۱ (Fianarantsoa I)
- فیانارانتسوآ ۲ (Fianarantsoa II)
- ایکالاماوونی (Ikalamavony)